# Xysticus aztecus
Xysticus aztecus là một loài nhện trong họ Thomisidae.
Loài này thuộc chi Xysticus. Xysticus aztecus được Willis J. Gertsch miêu tả năm 1953.